# Witstipplatlijfje
Het witstipplatlijfje (Depressaria albipunctella) is een vlinder uit de familie van de grasmineermotten (Elachistidae). De wetenschappelijke naam werd in 1775 gepubliceerd door Denis en Schiffermüller.
De soort komt voor in Europa.